# Monte Santo do Tocantins
Monte Santo do Tocantins é um município brasileiro do estado do Tocantins. Localiza-se a uma latitude 10º00'21" sul e a uma longitude 48º59'37" oeste, estando a uma altitude de 280 metros. Sua população estimada em 2004 era de 1 917 habitantes. Possui uma área de 1082,75 km². Monte Santo do Tocantins é a menor cidade do estado do Tocantins, em número de habitantes na sede municipal. É também uma das menores cidades do Brasil, sendo um dos únicos municípios do Tocantins onde a população urbana dos seus povoados e distritos supera a população da sede municipal. De acordo com o Censo brasileiro de 2010, a população urbana da sede do município era de 450 habitantes em 2010, sendo que a população do povoado Campina Verde era de 635 habitantes, enquanto que a população da zona rural era de 1.000 habitantes. A cidade já foi utilizada como palco de gravações cinematográficas no filme Deus é Brasileiro.

## Infraestrutura

### Transportes
A rodovia que dá acesso ao município é a TO-080. Ela liga a cidade à Paraíso do Tocantins, à BR-153 (em Paraíso do Tocantins), à Palmas e à Caseara.